# لوتشيان بان
لوتشيان بان (بالرومانية: Lucian Ban)‏ هو عازف جاز وعازف بيانو روماني، ولد في 1969 في كلوج نابوكا في رومانيا.

## وصلات خارجية
- الموقع الرسمي
- لوتشيان بان على موقع ميوزك برينز (الإنجليزية)
- لوتشيان بان على موقع أول ميوزيك (الإنجليزية)
- لوتشيان بان على موقع ديسكوغز (الإنجليزية)